# Lebangkar
Lebangkar is een bestuurslaag in het regentschap Sumbawa van de provincie West-Nusa Tenggara, Indonesië. Lebangkar telt 1309 inwoners (volkstelling 2010).